# Assandira
Assandira est un roman de Giulio Angioni, publié en 2004 par Sellerio.
Un film en a été tiré par le réalisateur sarde Salvatore Mereu en 2020, avec comme acteur principal Gavino Ledda.

## Sommaire
Le vieux berger sarde Costantino Saru est convaincu par son fils et sa belle-fille danoise d'établir un hôtel-restaurant (appelé Assandira) dans sa bergerie  abandonnée. La caractéristique de l'entreprise est  d'offrir aux clients européens, surtout du Nord, une expérience de la vie dans le monde pastoral traditionnel de la Sardaigne. Le vieux Costantino en devrait être le garant. L'entreprise s'installe et Costantino s'en félicite. Un jour, un incendie détruit Assandira, tue son fils et cause l'avortement de sa belle-fille : Costantino se sent responsable et l'avoue aux enquêteurs. La raison de cette auto-attribution de responsabilité n'est pas claire pour le juge qui ne croit pas à cette auto-incrimination, en considérant  le bien-fondé   initial de faire revivre le monde du passé pour divertir les touristes.

## Éditions
- 2004,  (ISBN 88-389-1991-7)
- 2012, livrel,  (ISBN 9788838929946)

## Remarques
1. ↑  Cineuropa, Venise 2020 hors compétition, Assandira, critique Camillo de Marco, 6 sept. 2020
2. ↑   H. Klüver, 2012, cit., 196-212
3. ↑   B. Wagner, 2008, cit., 102-158
4. ↑   G. Pias, La casa della palma e Assandira, op. cit.
5. ↑  F. Manai, 2006, op. cit., 233-246

## Sources
- H. Klüver, Gebrauchsanweisungen für Sardinien, München, Piper Verlag, 2012, 194-212.
- F. Manai, Cosa succede a Fraus? Sardegna e mondo nel racconto di Giulio Angioni, Cagliari, CUEC, 2006.
- M. Marras, Écrivains insulaires et auto-représentation, "Europaea", VI, 1-2 (2000), 17-77.
- A. Ottavi, Les romanciers italiens contemporains, Paris, Hachette, 1992, 142-145.
- B. Wagner, Sardinien, Insel im Dialog. Texte, Diskurse, Filme, Tübingen, Francke Verlag, 2008.